# حصار الزبير 1833
حصار الزبير 1833 هو حصار جرى لمدينة الزبير العراقية في عهد الحكم العثماني للعراق آنذاك واستمر لسبعة أشهر، وفرضه عيسى بن محمد السعدون شيخ قبائل المنتفق سنة 1249هـ/1833-1834م بتحريض من «محمد بن إبراهيم الثاقب» منافس آل زهير على حكم الزبير. ولم يكن هناك من سبب مقنع أو مبرر قوي لهذا الحصار سوى أن شيخ المنتفق قد انحاز لأحد طرفي الصراع على مشيخة البلدة، وانحاز معه شيخ الكويت جابر بن عبد الله الصباح. وقد انتهى الحصار بدخول المدينة بعد نفاد الطعام في مارس 1834، وقيل كان في آخر صفر 1249هـ/يوليو 1833م. وشهد بعدها مجزرة ضد «آل زهير» بعد رفض أمير المنتفق المساومة على دم ابن عمه علي الثامر الذي قتل أثناء الحصار بالذهب الذي عرضه عليه «عبد الرزاق الزهير».

## جذور الخلاف بين آل زهير ومحمد الثاقب
في سنة 1211هـ/1796م تولى الشيخ يحيى بن محمد الزهير حكم الزبير إلى أن توفي سنة 1213هـ/1798م، فأسند الشيخ حمود بن ثامر السعدون مشيخة الزبير إلى «إبراهيم الثاقب» من سلالة وطبان بن ربيعة المريدي، ودامت مشيخته إلى أن قُتِل على يد مجهول سنة 1237هـ/1822م، فأسندت مشيخة الزبير إلى ولده محمد، ولكن بعد بضعة أشهر من حكمه جرت مصادمات بينه وبين آل زهير بسبب اتهامه لتلك الأسرة بأنهم وراء مقتل والده، فهرب بعد تلك المصادمات إلى المنتفق عند الشيخ حمود الثامر، فخلفه في حكم الزبير يوسف بن يحيى الزهير وأقر متسلم البصرة على ذلك، مما أثار حفيظة محمد الثاقب فاتهمه بأنه حاول قتل الشيخ «راشد بن ثامر السعدون» بالسم، فأظهر استعداده ليكون هو من ياخذ بالثأر من آل زهير، فحرض متسلم البصرة «محمد كاظم آغا» لمساعدته، وجمع جموعه لمهاجمة الزبير، ولكن يوسف الزهير كان على علم بذلك فتأهب للمواجهة، مما أفشل هجوم الثاقب. ولم يكن الشيخ حمود الثامر على علم بما جرى، لأنه كان في رحلة إلى البادية، فلما عاد وأُخبر بما جرى، وكان ذلك في سنة 1238هـ/1823م صار يتودد إلى يوسف وصارا يتزاوران إلى أن تمكن من القبض عليه وعلى مؤيديه من وجوه الزبير وسجنهم، وبقوا بضعة أشهر إلى أن توفي الشيخ يوسف في المعتقل، وعندئذ اطلق الشيخ حمود باقي السجناء وأمرهم بالعودة إلى الزبير، وأعاد مشيخة البلدة إلى محمد الثاقب الذي استمر فيها إلى سنة 1241هـ/1826م عندما انتفض «علي بن يوسف الزهير» ضده، وألب الأهالي عليه حتى أخرجوه من الزبير، فهرب إلى الكويت عند الشيخ جابر الصباح، وقد تولى حكم الزبير حليف ابن زهير وإسمه راشد بن ناصر الراشد وقيل ناصر بن ناصر الراشد.
وفي سنة 1242هـ/1827م كاتب بعض أهالي الزبير الشيخ عجيل السعدون بأن يضم بلدتهم إلى حكمه، فقام عجيل برفع المعروض إلى داود باشا (والي بغداد) وبتوقيع من أهالي الزبير، ومن بينهم التاجر «سليمان الفداغ» وهو من المقربين للوالي داود باشا، وأخوه عبد الله. فوافق الوالي وأسند الأمر إلى الشيخ عجيل. ولكن «علي بن يوسف الزهير» وأخوته اعترضوا على هذا الأمر عند متسلم البصرة «عزيز آغا» حيث لم يستشاروا، فأحضر المتسلم سليمان وعبد الله الفداغ وسجنهما، فتوقف عندها أمر الضم. وفي السنة التالية 1243هـ/1828م جرت فتنة داخل الزبير قتل على أثرها أمير الزبير ناصر الراشد، فاستلم علي بن يوسف الزهير مشيخة الزبير، حيث استمر فيها إلى وفاته بالطاعون سنة 1247هـ/1831م فاستلم من بعده أخوه عبد الرزاق بن يوسف.

## الحصار

### أسباب الحصار
نشأت بين حاكم المنتفق الشيخ عيسى السعدون وبين عمه راشد بن ثامر بعض الخصومة، فالتجأ راشد السعدون إلى حاكم الزبير عبد الرزاق الزهير هربًا منه، فحرض محمد الثاقب الشيخ عيسى بأن يطلب من شيخ الزبير بتسليمه راشد السعدون، إلا ان عبد الرزاق رفض ذلك كونه يتنافى مع العرف الأخلاقي بعدم تسليم المستجير، وهذا ما رفع درجة التوتر بينهما. وفوق ذلك أصدر علي رضا باشا (والي بغداد) مرسومًا إلى الشيخ عيسى بالسير إلى الزبير وإخراج عبد الرزاق منها، وكان ذلك بتحريض من القنصل البريطاني في البصرة روبرت تايلور الذي يكن عداءً لأسرة آل زهير، فاستغل توجس الوزير علي رضا من نزعتهم الاستقلالية ليؤلبه ضدهم، حيث نصح رضا باشا أن يضرب العشائر العراقية ببعضها البعض.

### الحصار
في 1248هـ/1833م سار الشيخ عيسى السعدون إلى الزبير ومعه خمسة آلاف مقاتل بين خيال وراجل من عشائر المنتفق للاستيلاء عليها، فانضم إليه محمد الثاقب ومعه من أهالي حرمة وحريملاء قادمًا من الكويت بعد أن وعده الشيخ عيسى باستعادته لمشيخة الزبير، فنزلوا على الماء المعروف بالدريهمية بالقرب من الزبير وضرب عليها الحصار. وكان الشيخ عبد الرزاق الزهير قد تهيأ للدفاع عن المدينة وأعد للأمر عدته، فوزع رجاله على سور البلدة وأبراجها ونظم السرايا والدوريات، وأرسل مجموعات مسلحة خارج السور للمحافظة على آبار الدريهمية وتأمين سلامة السقائين في غدوهم ورواحهم. واستمر في إرسال الدوريات والسرايا لمهاجمة مخيمات المنتفق ليلا لإحداث خسائر كبيرة في الآرواح والأموال، وقد ادت تلك السرايا والحاميات دورها خير أداء، واستطاعت إجلاء القوات المهاجمة وإبعادها عن مصادر المياه. عندها عزم الشيخ عيسى السعدون رفع الحصار والرحيل والعودة إلى مقر إمارته، إلا أن سرايا من أهل الزبير قامت بهجوم ليلي خاطف، قتل على إثره عدد من أبناء المنتفق ومن بينهم علي بن ثامر السعدون. فعظم على الشيخ عيسى مقتل عمه علي فأصر على مواصلة الحصار وتحريض أهل الزبير أن يسلموا آل زهير بدم علي بن ثامر مقابل رفع الحصار. وكتب كتابًا إلى الشيخ جابر الصباح حاكم الكويت يطلب منه النصرة، فقدم إليه بجمع من أهالي الكويت، فقطع الإمدادات عن الزبير بإغلاق طريق خور عبد الله المائي، وقد استمر الحصار لسبعة أشهر بحيث قل الحطب وارتفعت الأسعار وعم الجوع ونفذت ذخيرة آل زهير من البارود والرصاص. ولما علم محمد الثاقب بالحالة التي هي عليها المحاصرون، أرسل إليهم للمفاوضة في التسليم المطلق فأجابه «عبد الرحمن بن مبارك» بقبول التسليم على أن يعلنوا الأمان للناس جميعا على أنفسهم وأموالهم. فعرض الثاقب الأمر على الشيخ عيسى، وطلب منه أن يعهد أمور الزبير إليه وأن لا يسمح لأحد من رجاله بدخول المدينة خشية من وقوع اعتداءات على الأرواح والأموال، فأجابه الشيخ عيسى إلى ذلك، وقال له:«لا قصد لنا في الاستيلاء على المدينة ولا طمع لنا بأموال الناس، وكل ما نريده من الأمر هو الأخذ بثأرنا من آل زهير»، فطلب محمد الثاقب من الشيخ عيسى كفيلا على ما قاله، فاحضر إليه كلا من سلطان بن مرشد آل سويط شيخ الظفير وابن مناع شيخ خزاعة، وطلب منهما أن يتعهدا لمحمد الثاقب بذلك فتعهدا له كما أراد على شرط أن يسلم آل زهير إلى الشيخ عيسى ليرى رأيه فيهم.

## الاستسلام وما بعده
دارت مباحثات بين محمد الثاقب وبين عبد الرحمن بن مبارك على كيفية تسليم المدينة صلحًا وحماية الأهالي مع استثناء آل زهير، فاتفقا على أن يفتح عبد الرحمن باب المدينة الشمالي جهة «ديم خزام» ليلاً ليدخلوها. فدخل الثاقب ورجاله المدينة، واتجهوا إلى بيوت آل زهير واقتحموها عليهم حيث صراخ النسوة وصياح الأطفال، واعتقلوا الشيخ عبد الرزاق وأخوته عبدالوهاب وخالد ومصطفى وأحمد، ثم نودي في المدينة بالأمان التام لجميع الأهلين، وأن يبقى كل على حاله وفي محله، وأنه لا غرض لهم سوى آل زهير الذين ألقي القبض عليهم جميعًا إلا أحد إخوته -وقد قتل لاحقًا- وإبنه سليمان والشيخ راشد السعدون الذي كان لاجئًا عنده، وكان ذلك آخر صفر 1249هـ/يوليو 1833م.
عندما مثل عبد الرزاق الزهير أمام الشيخ عيسى أيقن في الهلاك، فأراد أن يفتدي نفسه بالمال، فقال للشيخ عيسى:«ياطويل العمر، أحمران لا يجتمعان، دم أحمر وذهب أحمر، فاختر أيهما تشاء. إن أردت سفك دمنا فها نحن جميعا بين يديك، وإن أردت الذهب فعاهدنا على الأمان ونحن نعطيك منه ما تشاء». كاد الشيخ عيسى أن يجنح لأخذ المال، ولكن ولدا علي الثامر السعدون اعترضوا وقالوا له:«لا يذهب دم أبينا هدرّا ويشترى بالمال». فغير الشيخ عيسى رأيه وسلم الأسرى مرغمًا إلى إبني علي الثامر اللذان قتلوهم صبرًا، وكان من بينهم سبعة من آل الشيخ يوسف بن يحيى الزهير وأربعة من أخوة الشيخ عبد الرزاق، في حين فر كلا من سليمان بن عبد الرزاق الزهير وراشد بن ثامر السعدون إلى الكويت لاجئين إلى الشيخ جابر الصباح. وبعدها ارتحل الشيخ عيسى عن الزبير وترك الأمر فيها لمحمد الثاقب واستتب الأمر إليه في حكم المدينة.